# Irschenbach (Haibach)
Irschenbach ist ein Dorf und ein Ortsteil der Gemeinde Haibach im niederbayerischen Landkreis Straubing-Bogen.
Namensgebend war offensichtlich der das Dorf durchquerende und nördlich davon entspringende Irschenbach.

## Geschichte
1966 wurden die Gemeindeteile Dietersdorf nach Haselbach und Pfaffenberg nach Rattiszell ausgegliedert und Hacksberg aus Haselbach eingegliedert. Im Zuge der Gebietsreform in Bayern wurde die Gemeinde Irschenbach zum 1. Januar 1971 in die Gemeinden Haibach eingegliedert.

### Ortsteile der ehemaligen Gemeinde Irschenbach
| - Dietersdorf (Haselbach) (bis 1966, dann Haselbach) - Froschau (Haibach) - Glasberg (Haibach) - Hacksberg (seit 1966, vorher Haselbach) - Irschenbach - Pfaffenberg (Rattiszell) (bis 1966, dann Rattiszell) - Roßhaupten (Haibach) - Seemuck (Haibach) - Thanhaus (Haibach) - Thanholz (Haibach) |

### Einwohnerentwicklung
| Jahr                           | 1840 | 1861 | 1871 | 1875 | 1885 | 1900 | 1925 | 1950 | 1961 | 1970 | 1987 |
| ------------------------------ | ---- | ---- | ---- | ---- | ---- | ---- | ---- | ---- | ---- | ---- | ---- |
| Einwohner Dorf Irschenbach     |      | 123  | 126  | 128  | 150  | 113  | 95   | 121  | 97   | 121  | 137  |
| Einwohner Gemeinde Irschenbach | 285  | 304  | 286  | 334  | 283  | 261  | 308  | 243  | 243  |      |      |